# سيدي فوفانا
سيدي فوفانا (بالفرنسية: Sidi Fofana)‏ هو لاعب كرة قدم فرنسي في مركز الوسط، ولد في 11 يناير 1992 في فرنسا. لعب مع نادي كريتيل.

## وصلات خارجية
- سيدي فوفانا على موقع قاعدة بيانات كرة القدم.إي يو (الإنجليزية)
- سيدي فوفانا على موقع Soccerway.com (الإنجليزية)